# Insolenzia
Insolenzia es un grupo de rock salvaje que nace en Alagón (Zaragoza) en 2000. Hasta la fecha cuentan con seis álbumes, tres de los cuales van acompañados de una novela, conformando así la trilogía Celesto y la luna.

## Biografía
Insolenzia nace en Alagón (Zaragoza) en el año 2000. La primera etapa del grupo se caracteriza por pocas habilidades musicales que les arrastran a un punk sencillo y agresivo. Desde el principio ofrecen gran cantidad de conciertos por su comunidad autónoma, lo que inmediatamente deriva en los primeros cambios en la formación. Esta primera etapa queda reflejada en su primera grabación, Alea iacta est (El Local, 2002) en la que ya se cuenta con el núcleo del grupo que todavía hoy perdura: Daniel Sancet Cueto (voz), Félix Ruíz Sangrós (guitarra), Isabel Marco (voz y guitarra) y Daniel Benito Álvarez (bajo).
La experiencia musical adquirida en la grabación y conciertos hace que Insolenzia dé un importante cambio y evolucione hacia los terrenos musicales donde ansiaba moverse: rock con carga melódica y dosis de agresividad. Durante cuatro años ofrecen multitud de conciertos por gran parte del territorio nacional y la prensa nacional especializada comienza a mirarlos como una propuesta atractiva caracterizada por sus cuidadas letras y sus potentes directos. Comienzan a compartir escenarios escenario con grupos como Barricada, Los Suaves, Tako, Transfer,... entre otros.
Cuando en 2007 entran a grabar su primer disco profesional Lluvia y sol (Carcajada Records, 2007) muchos ya les denominan bajo la etiqueta de rock poético y hablan de ellos como de una propuesta original dentro del rock urbano nacional. En diciembre de 2007 se hace pública su nominación a los Premios de la Música organizados por la Academia de la Música para premiar lo mejor del año a nivel nacional. Son seleccionados en la sección rock independiente junto a otros 20 artistas de reconocido prestigio y trayectoria como Los Planetas, Avalanch, Fe de Ratas… A su vez son elegidos por “Los+Mejores” como uno de los tres grupos revelación del año en rock nacional. Un año más tarde, el periodista madrileño Chema Granados les incluiría dentro de su libro “La calle no calla” en el que se recoge la historia del rock en castellano desde finales de los setenta hasta la actualidad.
Durante 2009 comienzan a gestar y componer el proyecto literario-musical que les tendrá ocupados durante varios años, Celesto y la luna. Este proyecto está formado por tres volúmenes: “La boca del volcán”, “Me quema el sabor de tus ojos” y “El horizonte es de cuero” que verán la luz en 2010, 2011 y 2012 respectivamente; tres libros-CD, en los que cada canción del álbum corresponde a un capítulo de la novela.
En febrero de 2010 vio la luz "La boca del volcán", el primero de la trilogía literario-musical. La novela arranca en la España de los noventa y hace un recorrido generacional y directo. El disco cuenta con la colaboración de Enrique Villarreal "El Drogas" (Barricada) y Kutxi Romero (Marea), y obtiene excelentes críticas por parte de la prensa especializada y una gran acogida en cuanto a ventas y conciertos. Ese mismo mes arranca una extensa gira que les lleva a actuar en las principales ciudades del país: Madrid, Barcelona, Valencia, Zaragoza, Gijón, San Sebastián, Castellón, Teruel, Logroño, etc. compartiendo escenario con grupos como Barricada (banda), Los Suaves, Medina Azahara, Ilegales, Siniestro Total, Lilith, Mala Reputación, etc.
A principio de 2011 la revista "Los+Mejores Rock Magazine" les otorga el premio "Mejor letrista de 2010" y eligen su canción "Mi silencio" como una de las tres mejores canciones de rock nacional del año.
Es en ese mismo año cuando graban la segunda parte de la trilogía: Me quema el sabor de tus ojos, producido por Iker Piedrafita y en el que cuentan con la colaboración de Alfredo Piedrafita de Barricada (banda). El disco-novela vuelve a tener una gran acogida tanto por el público como por la prensa. Un trabajo que es toda una declaración de principios: rock potente con voz masculina y femenina, estribillos que enganchan a la primera, letras muy cuidadas y las guitarras como instrumento dominante. La unión de literatura y rock se ha convierte definitivamente en la seña de identidad de Insolenzia. En pocos meses ofrecen gran cantidad de conciertos por todo el país, el experimentado periodista Carlos Pina les premia como “Mejor grupo de Rock Urbano” e Isabel Marco es elegida por la web “GarridoRock” como la segunda mejor voz femenina del rock nacional, solo por detrás de Amaral. En tan sólo unos meses de gira ofrecen más de 60 conciertos por todo el país, cuyo fin tiene lugar en Zaragoza, el 13 de abril de 2013. Es con este disco con el que tanto prensa como público comienzan a acuñar el término "rock salvaje" que ya irá para siempre unido a lo que es Insolenzia.
A comienzos de 2013 anunciaron el título de su nuevo álbum, Con el mundo entre las piernas, así como que volvería a ser Iker Piedrafita el encargado de la producción, como ya hizo con Me quema el sabor de tus ojos. Aunque en un principio iba a ser lanzado el 9 de octubre de ese mismo año, será dos semanas después cuando finalmente es puesto a la venta. Al igual que sus dos predecesores, esta tercera y última parte de la trilogía recibe excelentes críticas por parte de la prensa especializada, consolidando definitivamente su proyecto músico-literario. Asimismo, el 27 de septiembre arranca en el centro penitenciario de Zuera su nueva gira Entre las piernas tour, que una vez más llevará a la banda a recorrer España ofreciendo su rock cargado de literatura.
Tras una extensa gira por todo el país y aumentar el número de seguidores se plantean la posibilidad de publicar su primer disco en directo. El 23 de enero de 2016 en la sala Las Armas de Zaragoza graban lo que será su primer disco en directo, más de dos horas de rock salvaje en un concierto memorable en el que cuentan con las colaboraciones de Fernando Madina (Reincidentes), Juankar Cabano (Boikot), Alfredo Piedrafita (Barricada), Davíz Rodríguez (Mala Reputación), Iker Piedrafita (Dikers), Odón Serón (El Cuarto Verde), Enrique Cabezón (EnBlanco), Antonio Abengoza (Yeska) y Diego "Chaco" (Los Pirris).
Este nuevo trabajo verá la luz un año después bajo el título de "En Directo", un doble CD y un doble DVD que incluye la película documental "Yo nunca quise ser normal" y un libro con colaboraciones literarias, fotografías y mucho material sobre Insolenzia.

## Componentes
- Daniel Sancet Cueto: voz
- Isabel Marco:: voz y guitarra
- Félix Ruiz Sangrós: guitarra
- Miguel Lúcia Jiménez: guitarra
- Daniel Benito Álvarez bajo
- José Miguel Rodríguez: batería

## Discografía
- Alea iacta est (2002)
- Lluvia y sol (2007)
- La boca del volcán (2010)
- Me quema el sabor de tus ojos (2011)
- Con el mundo entre las piernas (2013)
- En directo (2017)